# Dolly Rudeman

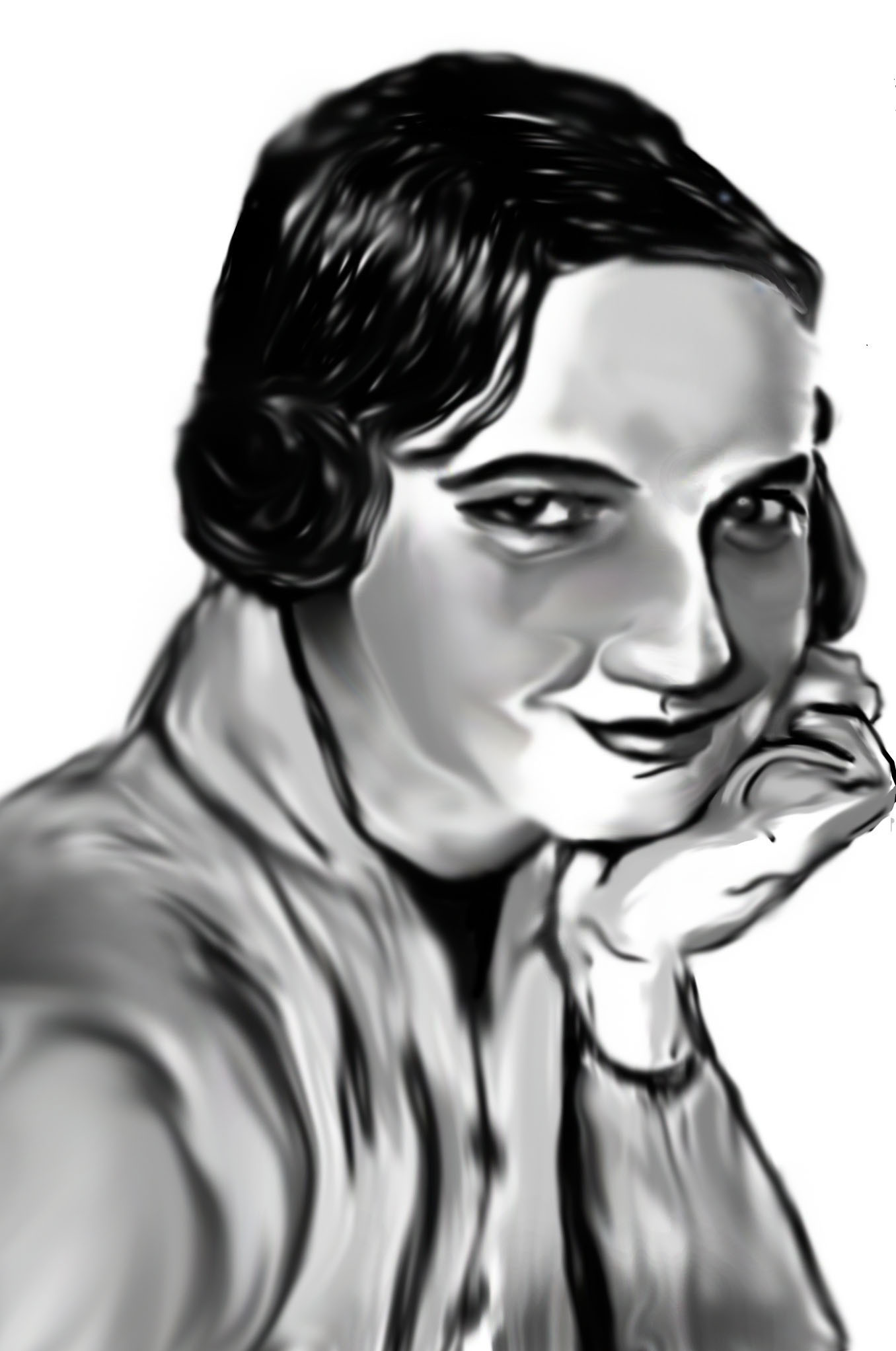
Dolly Rudeman

Dolly Rudeman (Gustave Adolphine Wilhelmina Rüdemann) (Salatiga, Java, Indonesië, 3 februari 1902 – Amsterdam, 26 januari 1980) was een Nederlands grafisch ontwerpster, de enige vrouw in Nederland die filmaffiches ontwierp in de jaren twintig. 
Haar honderden ontwerpen vielen op door beweging en kleur. Rudeman kreeg in vakbladen veel aandacht, onder meer in 1932 in het kunsttijdschrift Wendingen. Het meeste van haar werk leek verloren te zijn gegaan, maar zo’n 120 affiches, uit de periode 1926 tot 1935, konden worden opgespoord.
De Haagse krant Het Vaderland van 31 augustus 1926 schreef over haar eerste, expressieve affiche voor de beroemde Russische avant-gardefilm De pantserkruiser Potemkin van Sergei Eisenstein het volgende:

Men zendt ons een affiche voor de hier ter stede ophanden zijn de vertooning van de veelbesproken Potemkin-film. Het affiche wijkt wel zeer af van de gewone filmposters. De ontwerper, D. Rudeman, teekende een kozak met een zijner slachtoffers aan zijn voeten en zette het geheel in fellen rooden en gelen gloed. De figuren zijn sterk opgezet en uit alles zien wij, dat hier een artist aan het woord is, bijna gelijkwaardig aan hen, die de film zelve in elkaar zetten.

Zij ontwierp onder andere affiches voor films van Marlene Dietrich. Bekend zijn: Marokko (Morocco) (VS 1930; affichejaar: 1931) en Onteerd (Dishonored) (VS 1931; affichejaar: 1931; soms vermeld: 1932).
Zij moest tijdens de Tweede Wereldoorlog twee maal haar Haagse woning verlaten om in Amsterdam te schuilen voor geallieerde bombardementen; in 1944 bleef zij in Amsterdam bij een nicht wonen, op Beethovenstraat 72, waar ze uiteindelijk stierf aan een longemfyseem.
Het ReclameArsenaal bracht haar werk bijeen en bracht een boek uit over haar leven en werk met 90 affiches in full colour, geschreven door de filmaffichekenners Bastiaan Anink en Paul van Yperen.